# Bagno Vignoni
Bagno Vignoni ist ein Ortsteil (Fraktion, italienisch frazione) von San Quirico d’Orcia in der Provinz Siena, Region Toskana in Italien.

## Geografie
Der Ort, ehemals auch Bagni di Vignone genannt, liegt 3,3 km südlich des Hauptortes San Quirico d’Orcia, 50 km südöstlich der Provinzhauptstadt Siena und 87 km südlich der Regionshauptstadt Florenz. Der Ortsname stammt im ersten Teil vom italienischen Wort für Thermalbad ab, der Ortszusatz Vignoni stammt vom ehemaligen Hauptort Vignoni (Vignoni Alto) ab, der auf halber Strecke zwischen Bagno Vignoni und San Quirico d’Orcia liegt. Der Ort liegt am Fluss Orcia gegenüber dem Ortsteil Rocca d’Orcia (Gemeinde Castiglione d’Orcia) in der Landschaft Val d’Orcia bei 306 Höhenmetern in unmittelbarer Nähe zu der Via Francigena und der Via Cassia (hier Streckengleich). 2001 hatte der Ort 30 Einwohner.

## Geschichte
Der Ort ist hauptsächlich für seine Thermen bekannt, die bereits den Etruskern bekannt waren. Für sie lag der Ort auf halber Länge der etruskischen Verbindungsstraße Via Termale, die von Chiusi nach Roselle führte. Den den Etruskern nachfolgenden Römern war der Ort ebenfalls bekannt. Erstmals schriftlich erwähnt wurde der Ort 995 in einem Dokument des Hugo von Tuszien an das Kloster San Salvatore di Monte Amiata. 1170 gab Friedrich I. den Ort an Usimbaldo Tignosi, der mit Guido Medico 1207 die Carta Libertatis (eine Art Unabhängigkeitserklärung) verfasste. 1274 nahmen die Salimbeni aus Siena den Ort, die bis zu ihrem Niedergang in den 1420er Jahren die Macht im Ort behielten und die dann von der Stadt Siena übernommen wurde. Die Brücke über die Orcia, die zur Festung nach Rocca d’Orcia (damals Rocca a Tentennano) entstand 1429. Mit dem Niedergang der Republik Siena 1555 fiel auch Bagno Vignoni in den Machtbereich der Medici und ging mit ihnen ins Großherzogtum Toskana über. Die Familie Amerighi übernahm 1592 die Gabelle und ließen die Kapelle der Santa Caterina errichten. 1676 wurde der Ort dem Flavio Chigi anvertraut. Dessen Nachfolger haben noch heute Besitztümer im Ort.

## Sehenswürdigkeiten

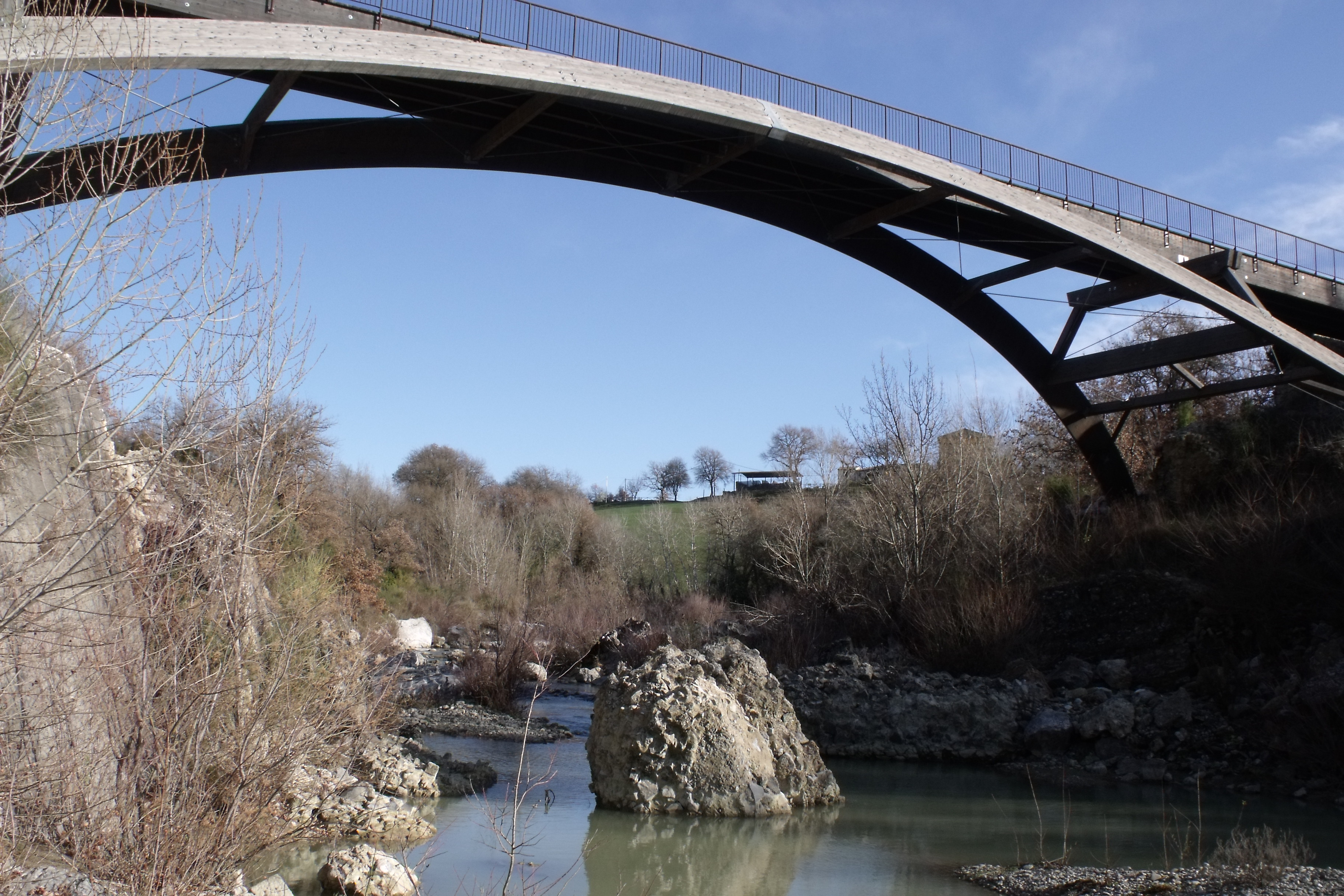
Die Brücke Ponte sull’Orcia zwischen Bagno Vignoni und Rocca d’Orcia

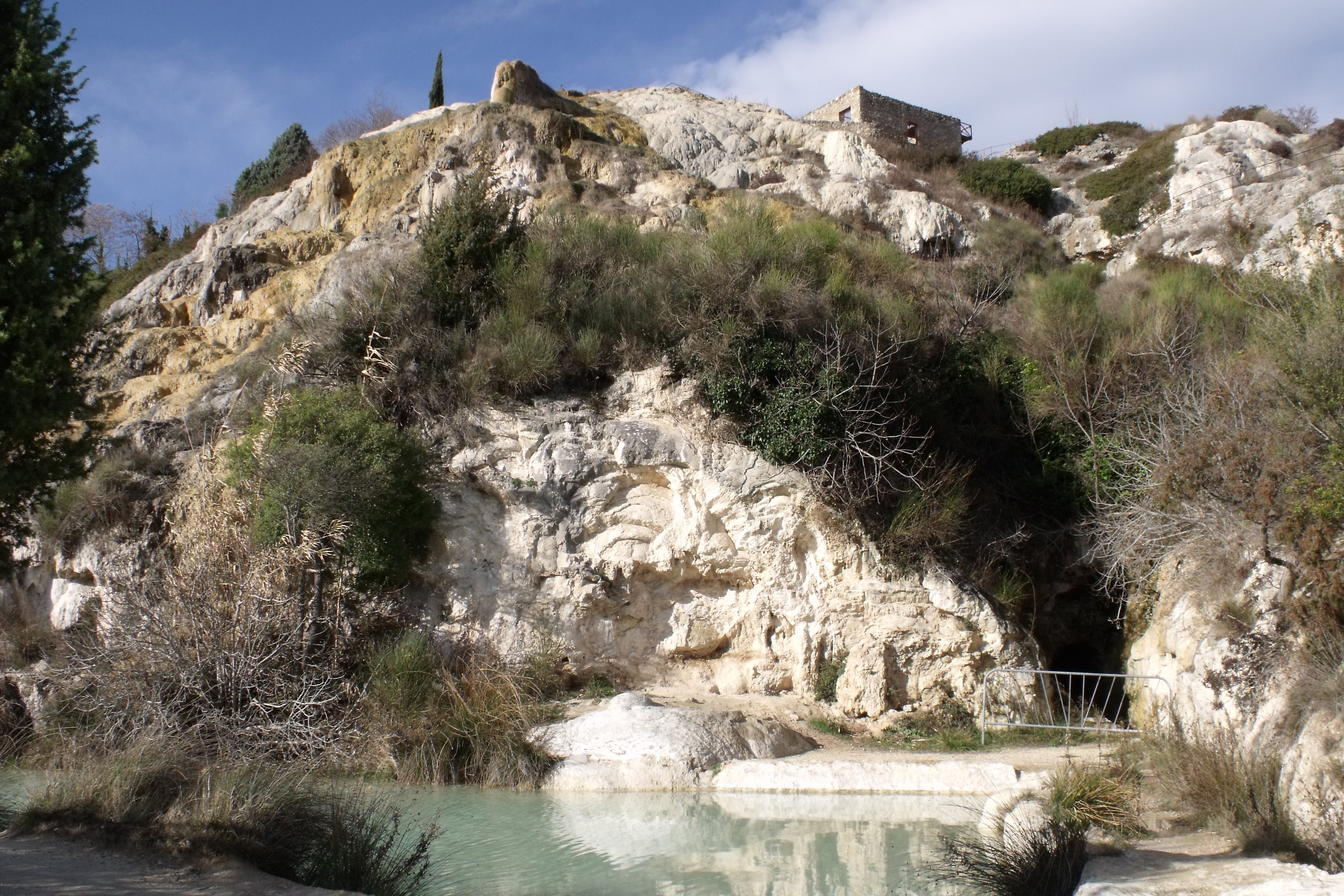
Die Grotten von Bagno Vignoni

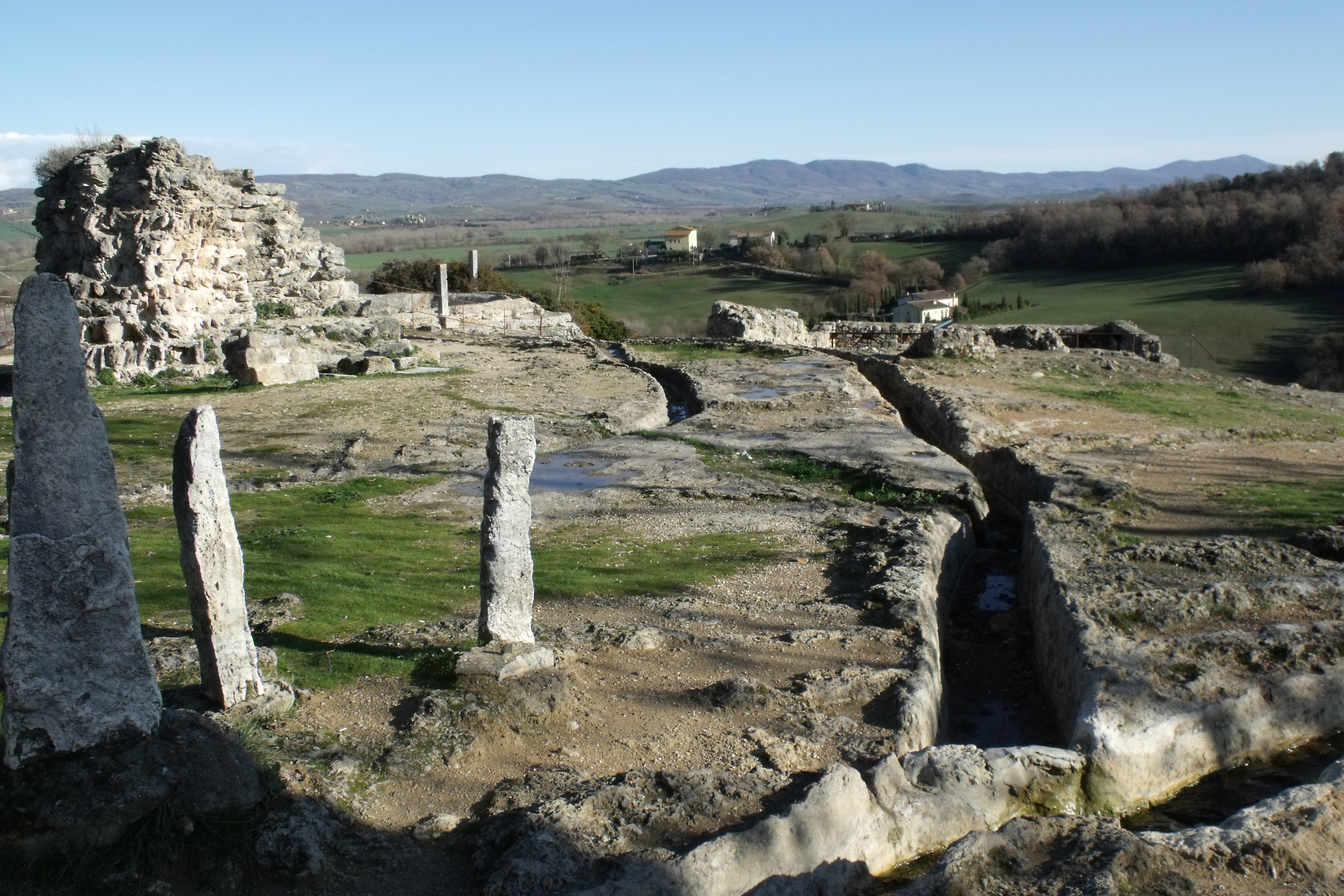
Der Parco dei Mulini in Bagno Vignoni

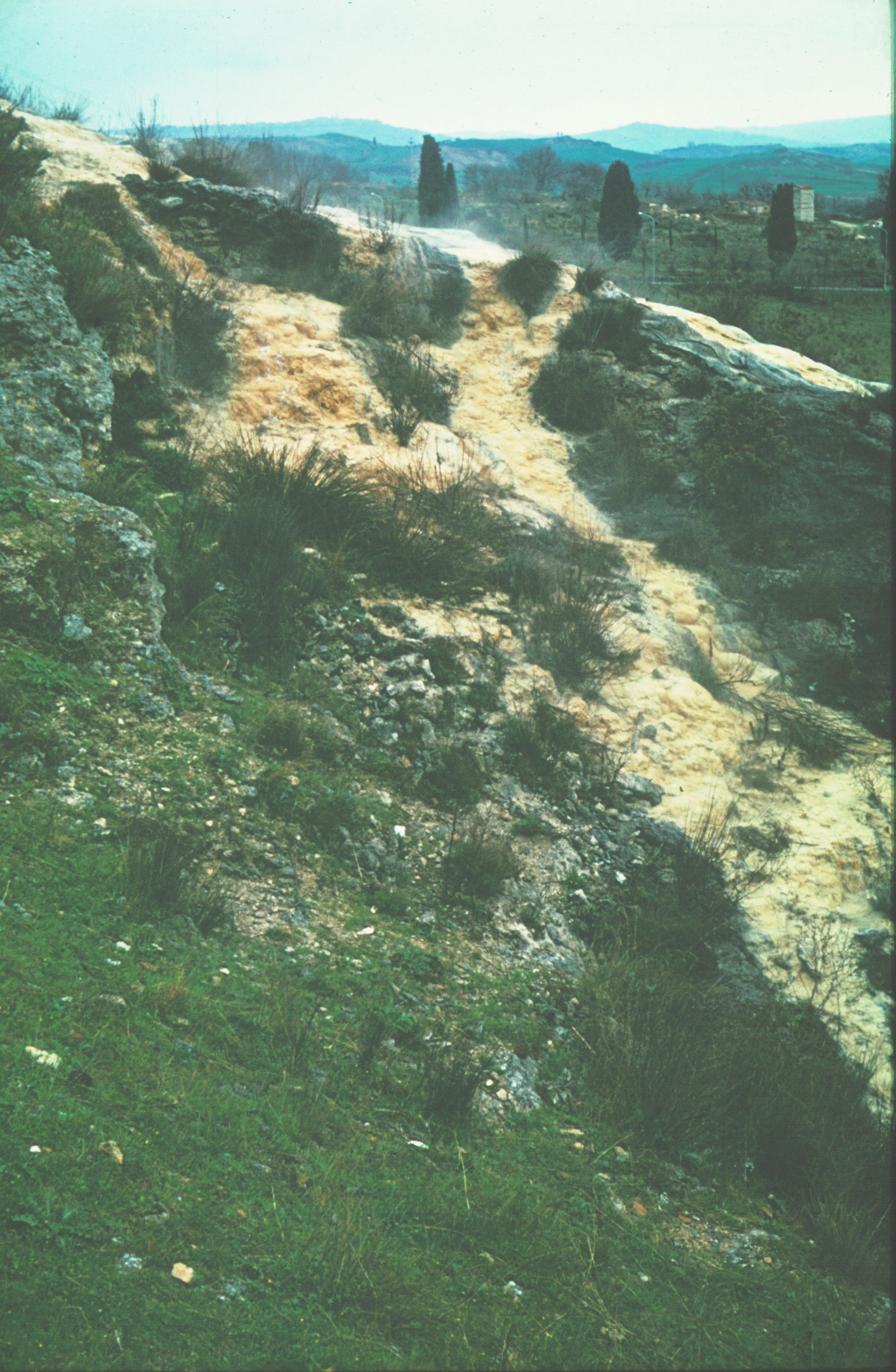
Travertinbildung an der Thermalquelle bei Bagno Vignoni, Toskana, Italien

- Chiesa di San Giovanni Battista, antike Kirche, in der die hl. Katharina von Siena sich von 1362 bis 1367 mehrfach aufgehalten haben soll.[3] Enthält zudem ein Fresko von Ventura Salimbeni (Resurrezione di Cristo) und eine der hl. Katharina gewidmeten Kapelle aus dem 17. Jahrhundert.[4]
- Parco dei Mulini, Mühlenpark an der Panoramaterrasse, der von den Wassern der Therme gespeist wird. Am Steilhang des Orchiatales befindet sich eine Kaskade aus vier teilweise in den Kalkstein gehauenen mittelalterlichen Horizontalrad-Wassermühlen. Dazwischen liegen jeweils Becken zum Auffangen und Zwischenspeichern des Wassers. Diese Mühlen waren für die lokale Wirtschaft sehr bedeutend, da sie im Gegensatz zu den anderen Wassermühlen der Region auch während der sommerlichen Trockenheit genügend Wasserzulauf hatten. Bauartbedingt konnten sie die vorhandene Wassermenge maximal ausnutzen. Die Mühlen wurden seit Mitte der 1950er Jahre nicht mehr benutzt, verfielen und wurden von Kalkablagerungen überdeckt. Seit 1999 wurden die Ruinen wieder ausgegraben und zugänglich gemacht.[5]
- Ponte sull’Orcia, ehemalige Stein- und heutige Holzbrücke bei 265 Höhenmetern, wurde 1429 errichtet und 1528 von Baldassare Peruzzi erweitert. Wurde 1645 und 1697 nach Kriegsschäden wiedererrichtet. Liegt ca. 1 km westlich der aktuellen Straßenbrücke der Via Cassia und 3 km westlich der noch älteren Antico Ponte sull’Orcia.[6]
- Castello di Vignoni Alto, Burg aus dem 11. Jahrhundert, die zu der Abtei Sant’Antimo gehörte. Im 12. Jahrhundert unterstand die Burg der Familie der Tignosi aus Rocca d’Orcia, im 14. Jahrhundert dann den Salimbeni aus Siena.[7]
- Chiesa di San Biagio, romanische Kirche nahe dem Portal von Vignoni Alto, die Fresken aus dem 14. und 15. Jahrhundert enthält.[7]

## Traditionen
- Der Tag des Schutzpatron San Giovanni Battista wird am Johannistag (24. Juni) gefeiert[8].

## Film
- Der Film Nostalghia spielt teilweise in Bagno Vignoni